# Marion Bay (Zuid-Australië)
Marion Bay is een plaats in de Australische deelstaat Zuid-Australië en telt 150 inwoners (2006).